# Sidi Menif
 (décembre 2017).
Si vous disposez d'ouvrages ou d'articles de référence ou si vous connaissez des sites web de qualité traitant du thème abordé ici, merci de compléter l'article en donnant les références utiles à sa vérifiabilité et en les liant à la section « Notes et références ».
Sidi Menif est un grand quartier qui fait partie de la commune de Zéralda.

## Histoire
Sidi Menif est une agglomération de Zéralda qui est créée en 1984 dans le cadre de l'aménagement de la banlieue sud-ouest d'Alger.

## Géographie

### Situation
Ce quartier est situé aux banlieues nord de Zéralda, au sud de Mahelma, à l'ouest de Douaouda (Tipaza) et à l'est de cette commune de la banlieue ouest d'Alger.